# Zimélidine
La zimélidine a été le premier antidépresseur inhibiteur sélectif de la recapture de la sérotonine.

## Création
Elle a été développée au début des années 1980 par la compagnie suédoise Astra AB dans le cadre de recherches sur des molécules ayant une structure similaire à la chlorphéniramine, un antihistaminique ayant une activité antidépressive.

## Mise sur le marché
La zimélidine a été interdite en raison de risques sérieux voire mortels de neuropathies notamment le syndrome de Guillain-Barré. De plus, il semble qu'elle augmentait les risques de passage à l'acte suicidaire. Après son interdiction, elle a été remplacée par d'autres inhibiteurs sélectifs de la recapture de la sérotonine.